# Brock (Nebraska)
Brock – wieś w Stanach Zjednoczonych, w stanie Nebraska, w hrabstwie Nemaha.